# Агарбичу (Клуж)
Агарбичу (рум. Agârbiciu) насеље је у Румунији у округу Клуж у општини Капушу Маре. Oпштина се налази на надморској висини од 544 m.

## Становништво
Према подацима из 2002. године у насељу је живело 541 становника, од којих су сви румунске националности.